# Лагвилава, Генриетта Омариевна
Генриэтта Омариевна Лагвилава (3 июля 1969, Кутаиси, Грузинская ССР) — белорусская, ранее грузинская, шахматистка; гроссмейстер (2000) среди женщин. Чемпионка Грузии 1984 года. В 1986 году выиграла чемпионат СССР среди девушек. В составе сборной Белоруссии участница шести Олимпиад (1994—2004). В 2001 году была участницей женского чемпионата мира по нокаут-системе в Москве.
Работает заместителем директора Специализированной детско-юношеской школы олимпийского резерва ОАО «Минский механический завод» (а/г Ждановичи, Минский район).

## Изменения рейтинга
| Графики недоступны из-за технических проблем. См. информацию на Фабрикаторе и на mediawiki.org. |